# جوناس بيرغمان
جوناس بيرغمان (بالفنلندية: Jonas Bergman)‏ هو رسام فنلندي، ولد في 1724 في توركو في فنلندا، وتوفي في 1810.